# Zalesie
Zalesie è un comune rurale polacco del distretto di Biała Podlaska, nel voivodato di Lublino.

## Geografia fisica
Ricopre una superficie di 147,16 km² e nel 2006 contava 4 566 abitanti.

## Geografia antropica

### Frazioni
Berezówka, Dereczanka, Dobryń Duży, Dobryń-Kolonia, Dobryń Mały, Horbów, Horbów-Kolonia, Kijowiec, Kijowiec-Kolonia, Kłoda Duża, Kłoda Mała, Koczukówka, Lachówka Duża, Lachówka Mała, Malowa Góra, Nowe Mokrany, Nowosiółki, Stare Mokrany, Wólka Dobryńska, Zalesie (capoluogo).